# Secășeni
Secășeni – wieś w Rumunii, w okręgu Caraș-Severin, w gminie Ticvaniu Mare. W 2011 roku liczyła 413 mieszkańców. 